# Der Alpinist
Der Alpinist (Originaltitel: The Alpinist) ist ein  amerikanischer Dokumentarfilm des amerikanischen Regisseurs Peter Mortimer über den Free-Solo-Kletterer Marc-André Leclerc aus dem Jahr 2021. Der Film startete am 17. Februar 2022 in den deutschen Kinos.

## Handlung
Zu Beginn des Films bricht der Regisseur Peter Mortimer auf, um den Kletterer Marc-André Leclerc zu interviewen. Er hat von dessen verrückten Leistungen gehört, die allerdings außerhalb der Kletterszene in Kanada kaum Beachtung erlangen. Im Klettergebiet von Squamish treffen sie schließlich Leclerc, der sich offen zeigt und bereit ist ein Interview zu geben und über sein Leben zu erzählen.
Leclerc war nach dem Abschluss der High School nach Squamish gekommen und lebte zunächst in einem Treppenhaus. Er freundete sich mit den örtlichen Kletterern an und wurde immer besser in dem Sport. Weggefährten aus der gemeinsamen Zeit  berichten von der freundlichen und offenen Art Leclercs. Zugleich werden Bilder von Leclerc beim Klettern an schroffen Felswänden gezeigt.
Darauf kommen erfahrene Kletterer wie Alex Honnold, Bernadette McDonald oder Reinhold Messner zu Wort, die die Leistungen Leclercs einordnen. Besonders sticht hervor, dass er bevorzugt Free Solo, also ohne Sicherung und Partner klettert. Für ihn geht es um das intensive Erleben des Moments und die Einmaligkeit des Erlebnisses. Zudem stellen die Experten heraus, dass er oft Onsight klettert, also ohne Routenplanung direkt die Wand besteigt. Dies gilt als besonders gefährlich und erfordert ein hohes Maß an Expertise.
Leclerc erzählt wie er sich bereits den Drogen zugewandt hatte, als er seine Freundin Brette Harrington trifft. Sie holt ihn aus dem Loch und holt ihn zum Klettern zurück. Auch seine Mutter berichtet über seine Kindheit mit ADHS und seinen unbedingten Wunsch, zum Klettern in die Berge zu gehen.
Das Team würde gerne weitere Aufnahmen mit Leclerc machen, der allerdings von der Bildfläche verschwindet, weil er lieber alleine klettern möchte. Dennoch darf das Team ihn 2015 filmen, als er die Free Solo Besteigung des Mount Robson wiederholt.
Im Jahr 2016 plant Leclerc eine Reise nach Patagonien, wo er am Cerro Torre den Torre Egger erstmals Free Solo im Winter besteigen will. Hierfür begleitet ihn ein befreundeter Kameramann und Leclerc nimmt selbst eine kleine Kamera mit, um sich zu filmen. Tatsächlich gelingt es ihm im zweiten Anlauf die Felsspitze an einem Tag zu bezwingen.
Im Jahr 2018 schließt das Team gerade den Schnitt des Filmes ab, als sie vom Verschwinden Leclercs hören. Er war bei einer Tour an den Mendenhall Türmen am Mendenhall-Gletscher, in der Nähe von Juneau, Alaska, unterwegs. Er wurde wohl von einer Lawine begraben und kann nicht geborgen werden. Abschließend ist seine Mutter zu sehen, die bei der Trauerfeier eine bewegte Rede auf das Leben ihres Sohnes hält.

## Produktion
Der Film wurde von den Regisseuren Peter Mortimer und Nick Rosen 2015 und 2016 gedreht. Während des Schnitts starb Leclerc 2018 und somit wurde auch dies Teil des Films.

## Rezeption
Nach Bernd Steinle erzählt der Film „eine spannende Lebensgeschichte, die Einblick in Antrieb und Motive eines Extremkletterers“ gibt.
Die Tiroler Tageszeitung resümiert: „Trotz starker Szenen und sympathischer Protagonisten zimmert sich ‚The Alpinist‘ eine spektakuläre Geschichte zurecht, die trotz einer dramatischen Wendung nicht immer stimmig wirkt.“
Reinhard Lüke findet, „dass dieses intime Porträt eines Extremisten eindeutig einer der besseren Filme, die in den letzten Jahren über virtuose Kletterkünstler entstanden sind.“

## Auszeichnungen
Critics’ Choice Documentary Awards 2021
- Gewinner: Best Sports Documentary
- Nominierung: Best Cinematography